# Comunele Cehiei (F)
Aceasta este o listă a comunelor din Republica Cehă care încep cu litera F.
Această listă este generată cu date din Wikidata și este actualizată periodic de un robot.
 Editările făcute în listă vor fi șterse la următoarea actualizare!
| #  | Comună                       | Populație | Suprafață (km2) | District                 |
| -- | ---------------------------- | --------- | --------------- | ------------------------ |
| 1  | Frýdek-Místek                | 53.590    | 51,56           | okres Frýdek-Místek      |
| 2  | Frenštát pod Radhoštěm       | 10.554    | 11,43           | okres Nový Jičín         |
| 3  | Frýdlant nad Ostravicí       | 9.835     | 21,91           | okres Frýdek-Místek      |
| 4  | Frýdlant                     | 7.379     | 31,62           | okres Liberec            |
| 5  | Františkovy Lázně            | 5.607     | 25,76           | okres Cheb               |
| 6  | Fulnek                       | 5.472     | 68,48           | okres Nový Jičín         |
| 7  | Fryšták                      | 3.834     | 24,17           | okres Zlín               |
| 8  | Fryčovice                    | 2.425     | 16,46           | okres Frýdek-Místek      |
| 9  | Francova Lhota               | 1.465     | 22,86           | okres Vsetín             |
| 10 | Frymburk                     | 1.355     | 54,89           | okres Český Krumlov      |
| 11 | Frýdštejn                    | 850       | 14,49           | okres Jablonec nad Nisou |
| 12 | Františkov nad Ploučnicí     | 401       | 5,36            | okres Děčín              |
| 13 | Fryšava pod Žákovou horou    | 326       | 12,53           | okres Žďár nad Sázavou   |
| 14 | Felbabka (districtul Beroun) | 302       | 1,7             | okres Beroun             |
| 15 | Frahelž                      | 157       | 3,01            | okres Jindřichův Hradec  |
| 16 | Frymburk                     | 107       | 6,54            | okres Klatovy            |